# 577e Volksgrenadierdivisie
De 577e Volksgrenadierdivisie (Duits: 577. Volksgrenadier-Division) was een Duitse infanteriedivisie tijdens de Tweede Wereldoorlog. De divisie werd opgericht en alweer opgeheven voor de oprichting compleet en afgesloten was.

## Geschiedenis
De 577e Volksgrenadierdivisie werd opgericht op 25 augustus 1944 bij Aarhus in Denemarken als onderdeel van de 32. Welle uit resten van de vernietigde 47e Infanteriedivisie. Echter, alvorens de oprichting afgesloten was, werd de divisie al op 17 september 1944 omgedoopt in de 47e Volksgrenadierdivisie. 

## Commandanten
| Rang | Naam | Begin            | Eind              |
| ---- | ---- | ---------------- | ----------------- |
|      | ??   | 25 augustus 1944 | 17 september 1944 |

## Samenstelling
- Grenadier-Regiment 1189
- Grenadier-Regiment 1190
- Grenadier-Regiment 1191
- Artillerie-Regiment 1577
- Divisie-eenheden 1577